# قیاس فقهی
قیاس فقهی به معنی استخراج حکم مسئله با استفاده از تشابه به مسئله ای دیگر که حکمی در مورد آن وجود دارد.قیاس فقهی معادل تمثیل در علم فلسفه و منطق است و از دید فقهای شیعه قیاس در استخراج احکام فقهی باطل است اما از نظر فقهای اهل سنت در مواردی که حکمی را نتوان مستقیماً از قرآن و سنت استخراج کرد می‌توان از قیاس استفاده نمود